# Neri per Caso
Neri per Caso (traduction littéraire : « Noirs par hasard  ») est un groupe musical italien a cappella . 

## Biographie
Le groupe s'est formé à Salerne en 1991 et était composé de six éléments, deux couples de frères (Diego et Ciro Caravano, Mimì et Gonzalo Caravano) qui sont également cousins entre eux ; et deux  amis d'enfance (Mario Crescenzo et Massimo De Divitiis). En 1995,  ils remportent la catégorie Nuove proposte du Festival de Sanremo avec la chanson Le ragazze,. Leur premier album devient disque de platine après seulement une semaine  et s'est vendu à plus de 700 000 exemplaires. En 1996, ils reviennent au Festival de Sanremo dans la compétition principale avec la chanson Ti senti sola, et se classent cinquième. L'album suivant, Strumenti, se vend à plus de 250 000 exemplaires. En 2014, Diego Caravano  quitte le groupe et est remplacé par Moris Pradella.

## Composition actuelle
- Ciro Caravano (1995- )
- Gonzalo Caravano  (1995- t)
- Domenico Pablo "Mimì" Caravano (1995- )
- Mario Crescenzo  (1995- )
- Massimo de Divitiis  (1995-2000 et depuis 2002)
- Daniele Blaquier  (2015- )

### Anciens membres
- Diego Caravano (1995-2014)
- Joe Barbieri (2001-2002)
- Moris Pradella (2014-2015)

## Discographie
Albums
- 1995 : Le ragazze
- 1996 : Strumenti
- 1996 : ...And so This Is Christmas
- 1997 : Neri per caso
- 2000 : Angelo blu
- 2002 : La raccolta
- 2007 : Solo grandi successi
- 2008 : Angoli diversi
- 2010 : Donne
- 2016 : Neri per Caso 2.0